# Grand Prix automobile du Canada 2024
GP précédent GP suivant
Le Grand Prix automobile du Canada 2024 (Formula 1 AWS Grand Prix du Canada 2024), disputé le 9 juin 2024 sur le Circuit Gilles-Villeneuve, est la 1110e épreuve du championnat du monde de Formule 1 courue depuis 1950. Il s'agit de la cinquante-troisième édition du Grand Prix du Canada comptant pour le championnat du monde de Formule 1, la quarante-troisième disputée sur le circuit de l'Île Notre-Dame, au sein du Parc Jean-Drapeau de Montréal et de la neuvième manche du championnat 2024.
Au volant d'une W15 en verve sur le tracé de l'Île Notre-Dame, George Russell obtient la deuxième pole position de sa carrière, presque deux ans après son premier départ en tête, en 2022 à Budapest. Il réalise sa meilleure performance dès sa première tentative en Q3, alors que Max Verstappen améliore en fin de séance pour le rejoindre en première ligne avec un temps identique. Très performantes aussi sur la piste resurfacée, les McLaren MCL38 occupent la deuxième ligne, Lando Norris devant Oscar Piastri. Daniel Ricciardo retrouve son brio en réalisant le cinquième temps, accompagné en troisième ligne par Fernando Alonso. N'ayant pas réussi à extraire de sa machine tout son potentiel en Q3, Lewis Hamilton se poste en quatrième ligne, devant Yuki Tsunoda, au moment où Racing Bulls annonce le conserver pour 2025. Lance Stroll et Alexander Albon composent la cinquième ligne, après qu'un coup de théâtre a marqué la Q2 avec l'élimination des deux Ferrari, incapables de faire correctement fonctionner leurs pneus. Charles Leclerc part onzième, Carlos Sainz douzième ; comme à Monaco, Sergio Pérez ne sort pas de la Q1.
Max Verstappen émerge en vainqueur d'une course disputée par une météo changeante sur une piste tour à tour très mouillée, sèche sur une seule trajectoire, arrosée à nouveau et complètement praticable par les pneus lisses pour finir. Il s'impose pour la troisième fois consécutive à Montréal, pour la sixième fois de la saison et la soixantième fois de sa carrière après avoir bénéficié, au moment opportun, d'une sortie de la voiture de sécurité, rendant à Lando Norris la monnaie de sa pièce par rapport aux événements menant à la victoire du Britannique au Grand Prix de Miami. 
Plus rapide en piste lors du premier relais en pneus intermédiaires, Norris dépasse Verstappen puis Russell au vingtième tour, prend la tête de la course et se ménage une avance supérieure à dix secondes quand Logan Sargeant tape le mur au virage no 2, provoquant la sortie de la voiture de sécurité qui entre en piste alors que le pilote McLaren vient de dépasser l'entrée de la voie des stands ; ses poursuivants s'empressent, eux, de plonger dans les stands pour bénéficier d'un « arrêt gratuit ». Quand il s'arrête, une boucle plus tard, Norris se retrouve troisième et Verstappen leader ; il prend ensuite le meilleur sur Russell qui offre à Mercedes son premier podium de la saison. Aucune Ferrari ne rejoint l'arrivée. 
Lewis Hamilton se classe quatrième après avoir bataillé avec Fernando Alonso puis également son propre coéquipier, avant de dépasser Oscar Piastri en fin de course. Lance Stroll termine septième, derrière l'autre Aston Martin. Daniel Ricciardo confirme ses bonnes dispositions actuelles après sa cinquième place en qualifications en marquant ses quatre premiers points en Grand Prix cette saison, et les Alpine profitent d'une stratégie optimale pour revenir de loin et entrer toutes deux dans les points, Pierre Gasly dépassant Esteban Ocon pour le gain de la neuvième place à un tour de l'arrivée. Victime de problèmes moteur, Leclerc abandonne après quarante tours, alors que son coéquipier Sainz abandonne sur une erreur de pilotage, entraînant Alexander Albon dans son crash au cinquante-deuxième tour. Le Thaïlandais avait réalisé un double dépassement spectaculaire au vingt-neuvième tour sur le mouillé, par l'extérieur sur Ricciardo puis par l'intérieur sur Ocon pour accéder à la zone des points.    
Au classement du championnat, Verstappen (194 points) reprend 56 unités d'avance sur Leclerc (138) qui, s'il conserve sa deuxième place sans marquer, voit Norris (131 points) désormais sur ses talons ; suivent Sainz (1087 points) et Pérez (107 points) qui rentrent bredouilles de Montréal. Sixième, Piastri (81 points) devance Russell (69 points), Hamilton (55 points), Alonso (41 points) et Tsunoda, dixième (19 points). Chez les constructeurs, Red Bull (301 points) se ménage une avance de 49 points sur Ferrari (252 points) qui voit revenir McLaren (212 points). Encore loin du podium, Mercedes (124 points) conserve deux fois plus de points que le cinquième Aston Martin (58 points) ; suivent Racing Bulls (28 points), Haas (7 points), Alpine (5 points) et Williams (2 points). Le score de Kick Sauber reste vierge.

## Pneus disponibles
| Pneus pour piste sèche | Pneus pour piste sèche | Pneus pour piste sèche | Pneus pluie    | Pneus pluie |
| ---------------------- | ---------------------- | ---------------------- | -------------- | ----------- |
| Durs (Type C3)         | Medium (Type C4)       | Tendres (Type C5)      | Intermédiaires | Pluie       |

## Essais libres

### Première séance, le vendredi de 13 h 30 à 14 h 30
| Pos. | Pilote           | Voiture             | Chrono         | Écart     |
| ---- | ---------------- | ------------------- | -------------- | --------- |
| 1    | Lando Norris     | McLaren-Mercedes    | 1 min 24 s 435 |           |
| 2    | Carlos Sainz Jr. | Ferrari             | 1 min 24 s 763 | + 0 s 328 |
| 3    | Charles Leclerc  | Ferrari             | 1 min 25 s 306 | + 0 s 871 |
| 4    | Lewis Hamilton   | Mercedes            | 1 min 25 s 970 | + 1 s 535 |
| 5    | Max Verstappen   | Red Bull-Honda RBPT | 1 min 26 s 502 | + 2 s 067 |
| 6    | Oscar Piastri    | McLaren-Mercedes    | 1 min 26 s 754 | + 2 s 319 |

- Jack Doohan, pilote d'essai pour Alpine F1 Team, remplace Esteban Ocon lors de cette séance ; il réalise le dix-neuvième temps[4].
- Une importante averse s'abat sur la piste avant le début de la séance qui est retardé pour que des camions-pompes réduisent les flaques sur le tarmac. En fin de séance, la trajectoire s'asséchant, les pilotes chaussent leurs pneus tendres ; Lando Norris bien que le plus rapide, réalise une performance très en deçà de celle possible sur un terrain parfaitement sec[5].

### Deuxième séance, le vendredi de 17 h à 18 h
| Pos. | Pilote           | Voiture                 | Chrono         | Écart     |
| ---- | ---------------- | ----------------------- | -------------- | --------- |
| 1    | Fernando Alonso  | Aston Martin-Mercedes   | 1 min 15 s 810 |           |
| 2    | George Russell   | Mercedes                | 1 min 16 s 273 | + 0 s 463 |
| 3    | Lance Stroll     | Aston Martin-Mercedes   | 1 min 16 s 464 | + 0 s 654 |
| 4    | Charles Leclerc  | Ferrari                 | 1 min 16 s 556 | + 0 s 746 |
| 5    | Daniel Ricciardo | Racing Bulls-Honda RBPT | 1 min 16 s 731 | + 0 s 921 |
| 6    | Kevin Magnussen  | Haas-Ferrari            | 1 min 16 s 773 | + 0 s 963 |

### Troisième séance, le samedi de 12 h 30 à 13 h 30
| Pos. | Pilote           | Voiture                 | Chrono         | Écart     |
| ---- | ---------------- | ----------------------- | -------------- | --------- |
| 1    | Lewis Hamilton   | Mercedes                | 1 min 12 s 549 |           |
| 2    | Max Verstappen   | Red Bull-Honda RBPT     | 1 min 12 s 923 | + 0 s 374 |
| 3    | Lando Norris     | McLaren-Mercedes        | 1 min 12 s 957 | + 0 s 408 |
| 4    | Lance Stroll     | Aston Martin-Mercedes   | 1 min 13 s 026 | + 0 s 477 |
| 5    | Oscar Piastri    | McLaren-Mercedes        | 1 min 13 s 266 | + 0 s 717 |
| 6    | Daniel Ricciardo | Racing Bulls-Honda RBPT | 1 min 13 s 279 | + 0 s 730 |

## Séance de qualifications

### Résultats des qualifications
| Pos. | Pilote           | Écurie                  | Qualifications 1 | Qualifications 2 | Qualifications 3 |
| --- | ---------------- | ----------------------- | ---------------- | ---------------- | ---------------- |
| 1 | George Russell   | Mercedes                | 1 min 13 s 013   | 1 min 11 s 742   | 1 min 12 s 000   |
| 2 | Max Verstappen   | Red Bull-Honda RBPT     | 1 min 12 s 360   | 1 min 12 s 549   | 1 min 12 s 000   |
| 3 | Lando Norris     | McLaren-Mercedes        | 1 min 12 s 959   | 1 min 12 s 201   | 1 min 12 s 021   |
| 4 | Oscar Piastri    | McLaren-Mercedes        | 1 min 12 s 907   | 1 min 12 s 462   | 1 min 12 s 103   |
| 5 | Daniel Ricciardo | Racing Bulls-Honda RBPT | 1 min 13 s 240   | 1 min 12 s 572   | 1 min 12 s 178   |
| 6 | Fernando Alonso  | Aston Martin-Mercedes   | 1 min 13 s 117   | 1 min 12 s 635   | 1 min 12 s 228   |
| 7 | Lewis Hamilton   | Mercedes                | 1 min 12 s 851   | 1 min 11 s 979   | 1 min 12 s 280   |
| 8 | Yuki Tsunoda     | Racing Bulls-Honda RBPT | 1 min 12 s 748   | 1 min 12 s 303   | 1 min 12 s 414   |
| 9 | Lance Stroll     | Aston Martin-Mercedes   | 1 min 13 s 088   | 1 min 12 s 659   | 1 min 12 s 701   |
| 10 | Alexander Albon  | Williams-Mercedes       | 1 min 12 s 896   | 1 min 12 s 485   | 1 min 12 s 796   |
| 11 | Charles Leclerc  | Ferrari                 | 1 min 13 s 107   | 1 min 12 s 691   |                  |
| 12 | Carlos Sainz Jr. | Ferrari                 | 1 min 13 s 038   | 1 min 12 s 728   |                  |
| 13 | Logan Sargeant   | Williams-Mercedes       | 1 min 13 s 063   | 1 min 12 s 736   |                  |
| 14 | Kevin Magnussen  | Haas-Ferrari            | 1 min 13 s 217   | 1 min 12 s 916   |                  |
| 15 | Pierre Gasly     | Alpine-Renault          | 1 min 13 s 289   | 1 min 12 s 940   |                  |
| 16 | Sergio Pérez     | Red Bull-Honda RBPT     | 1 min 13 s 326   |                  |                  |
| 17 | Valtteri Bottas  | Kick Sauber-Ferrari     | 1 min 13 s 366   |                  |                  |
| 18 | Esteban Ocon     | Alpine-Renault          | 1 min 13 s 435   |                  |                  |
| 19 | Nico Hülkenberg  | Haas-Ferrari            | 1 min 13 s 978   |                  |                  |
| 20 | Zhou Guanyu      | Kick Sauber-Ferrari     | 1 min 14 s 292   |                  |                  |
| Temps minimal à réaliser pour la qualification : 1 min 17 s 425 (107 % du meilleur temps en Q1 : 1 min 12 s 360) |                  |                         |                  |                  |                  |

### Grille de départ
- Lors du Grand prix de Monaco, Esteban Ocon écope d'une pénalité de dix secondes pour avoir accroché son coéquipier Pierre Gasly dans le premier tour ; ayant abandonné en raison de cet accrochage, cette pénalité est convertie en cinq places de recul sur la grille de départ à Montréal ; Ocon, auteur du dix-huitième temps, s'élance depuis la dix-huitième et dernière place de la grille à la suite de la pénalisation des pilotes Kick Sauber[9],[10].
- Max Verstappen réalise le même temps que celui qui permet à George Russell de partir en pole position ; cette performance ayant été réalisée après celle du britannique, il s'élance second[11].
- Les pilotes Kick Sauber, Zhou Guanyu et Valtteri Bottas, auteurs des dix-septième et vingtième temps, sont pénalisés d'un départ depuis la voie des stands après le changement de pièces durant la procédure de parc fermé[10].

## Course

### Déroulement de la course
Au départ, sous la pluie, l'ensemble des pilotes part en pneus intermédiaires à l'exception des pilotes Haas, Nico Hülkenberg et Kevin Magnussen, en pneus pluie. Les premiers tours ne sont marqués que par la remontée des pilotes Haas qui profitent de l'avantage procuré par leurs pneus : Magnussen, parti quatorzième, se hisse à la quatrième place et menace un temps Lando Norris tandis qu'Hülkenberg, parti dix-septième, atteint la septième place. Logan Sargeant, quinzième, part en tête-à-queue et repart dernier,,.
À partir du septième tour, sur une piste s'assèchant, Russell, Max Verstappen et Lando Norris bataillent pour la tête de la course, s'échangeant les meilleurs tours en course. Norris dépasse Verstappen au vingtième tour au freinage du virage no 13 et Russell au vingt-et-unième tour, au même endroit. Lors de ce dépassement, George Russell tire tout droit dans le virage, ce qui permet à Verstappen de lui ravir la seconde place. Norris creuse un écart de plus de dix secondes sur le Néerlandais, tandis que Russell reste au contact de Verstappen et qu'Oscar Piastri les rattrape,,.
Au vingt-cinquième tour, à la suite d'un tête-à-queue, Logan Sargeant abandonne, entraînant le déploiement de la voiture de sécurité pour dégager sa monoplace. La sortie de la voiture de sécurité ne permet pas à Norris de réaliser immédiatement un arrêt au stand, contrairement à ses plus proches poursuivants Verstappen, Russell et Piastri ; il effectue donc un tour sous régime de voiture de sécurité avant de pouvoir passer par la voie des stands et ressort en troisième position, juste devant Piastri. Alors que la plupart des pilotes chaussent des pneus intermédiaires neufs, Yuki Tsunoda et Esteban Ocon restent en piste tandis que Charles Leclerc, en proie à des pertes de puissance depuis le début du Grand Prix, effectue un arrêt de plus de trente secondes pour réinitialiser son moteur et fait le pari des pneus durs. À la relance, au trentième tour, sous une légère pluie, Leclerc perd plus de trente secondes au tour par rapport au reste des participants et s'arrête, au trente-deuxième tour, pour chausser des pneus intermédiaires ; il abandonne au quarante-troisième tour, à cause d'une perte du couple moteur en sortie de virage,,.
Au trente-troisième tour, sur une piste de plus en plus glissante, Carlos Sainz percute Valtteri Bottas et abîme son aileron avant. Au quarante-quatrième tour, Lewis Hamilton, cinquième à six secondes du leader, s'arrête pour chausser des pneus durs, devenant ainsi le premier pilote de tête à chausser des pneus pour piste sèche. Il est suivi par Piastri au quarante-cinquième tour puis par Verstappen et George Russell au tour suivant. Lando Norris, troisième, tente alors un overcut en pariant sur la difficulté à chauffer les pneus pour piste sèche ; il fait deux tours supplémentaires, en battant le record du tour, avant de monter des pneus medium. Cette manœuvre lui permet de ressortir deuxième, entre Verstappen et Russell, gagnant ainsi une place,,.
Au cinquantième tour, après un freinage trop tardif de Norris dans l'épingle, Russell reprend la seconde position ; il ne la conserve qu'un seul tour, après une erreur de trajectoire dans la chicane. Au tour suivant, Pérez tape les protections de sécurité en marche arrière et abandonne ; il écope d'une pénalité d'un recul de trois places sur la grille de départ du prochain Grand Prix pour avoir ramené sa monoplace au stand avec un aileron menaçant de se détacher. Peu après, Sainz part en tête-à-queue et percute Alexander Albon, provoquant un double abandon et la sortie de la voiture de sécurité. Russell et Hamilton, troisième et cinquième, en profitent pour changer leurs pneus (medium neufs pour Russell et durs neufs pour Hamilton) ; ils ressortent quatrième et cinquième,,.
Un tour après la relance, au soixante-troisième tour, dans la chicane du mur des champions, Russell rate son dépassement sur Piastri, ce qui permet à Hamilton de le dépasser et de prendre la quatrième place. En fin de course, les Mercedes, plus rapides, doublent Piastri. Plus tard, Yuki Tsunoda part en tête-à-queue et manque de provoquer un carambolage avec Nico Hülkenberg ; il repart quatorzième. Au tour soixante-huit, Russell dépasse Hamilton pour le gain de la troisième place mais n'arrive pas à rattraper Norris. Verstappen, qui se plaint de sa suspension, maintient trois seconde d'écart sur Norris et remporte sa sixième victoire de l'année. Pierre Gasly dépasse Esteban Ocon pour la gain de la neuvième place à deux tours de l'arrivée ; ils se classent tous deux dans les points pour la première fois de la saison,,.

### Classement de la course
| Pos. | no | Pilote           | Écurie                  | Tours | Temps/Abandon                                       | Grille  | Points |
| ---- | -- | ---------------- | ----------------------- | ----- | --------------------------------------------------- | ------- | ------ |
| 1    | 1  | Max Verstappen   | Red Bull-Honda RBPT     | 70    | 1 h 45 min 47 s 927 (173,123 km/h)                  | 2       | 25     |
| 2    | 4  | Lando Norris     | McLaren-Mercedes        | 70    | + 3 s 879                                           | 3       | 18     |
| 3    | 63 | George Russell   | Mercedes                | 70    | + 4 s 317                                           | 1       | 15     |
| 4    | 44 | Lewis Hamilton   | Mercedes                | 70    | + 4 s 915                                           | 7       | 12 + 1 |
| 5    | 81 | Oscar Piastri    | McLaren-Mercedes        | 70    | + 10 s 199                                          | 4       | 10     |
| 6    | 14 | Fernando Alonso  | Aston Martin-Mercedes   | 70    | + 17 s 510                                          | 6       | 8      |
| 7    | 18 | Lance Stroll     | Aston Martin-Mercedes   | 70    | + 23 s 625                                          | 9       | 6      |
| 8    | 3  | Daniel Ricciardo | Racing Bulls-Honda RBPT | 70    | + 28 s 672 (dont 5 s de pénalité purgées en course) | 5       | 4      |
| 9    | 10 | Pierre Gasly     | Alpine-Renault          | 70    | + 30 s 021                                          | 15      | 2      |
| 10   | 31 | Esteban Ocon     | Alpine-Renault          | 70    | + 30 s 313                                          | 18      | 1      |
| 11   | 27 | Nico Hülkenberg  | Haas-Ferrari            | 70    | + 30 s 824                                          | 17      |        |
| 12   | 20 | Kevin Magnussen  | Haas-Ferrari            | 70    | + 31 s 253                                          | 14      |        |
| 13   | 77 | Valtteri Bottas  | Kick Sauber-Ferrari     | 70    | + 40 s 487                                          | Pitlane |        |
| 14   | 22 | Yuki Tsunoda     | Racing Bulls-Honda RBPT | 70    | + 52 s 694                                          | 8       |        |
| 15   | 24 | Zhou Guanyu      | Kick Sauber-Ferrari     | 69    | + 1 tour                                            | Pitlane |        |
| Abd. | 55 | Carlos Sainz Jr. | Ferrari                 | 52    | Accrochage                                          | 12      |        |
| Abd. | 23 | Alexander Albon  | Williams-Mercedes       | 52    | Accrochage                                          | 10      |        |
| Abd. | 11 | Sergio Pérez     | Red Bull-Honda RBPT     | 51    | Accident                                            | 16      |        |
| Abd. | 16 | Charles Leclerc  | Ferrari                 | 40    | Moteur                                              | 11      |        |
| Abd. | 2  | Logan Sargeant   | Williams-Mercedes       | 23    | Accident                                            | 13      |        |

### Pole position et record du tour
- Pole position :  George Russell (Mercedes) en 1 min 12 s 000 (218,050 km/h)[16].
- Meilleur tour en course :  Lewis Hamilton (Mercedes) en 1 min 14 s 856 (209,730 km/h) au soixante-dixième tour ; quatrième de la course, il remporte le point bonus associé[17].

### Tours en tête
- George Russell (Mercedes) :  20 tours (1-20)[18]
- Lando Norris (McLaren-Mercedes) :  8 tours (21-25 / 45-47)
- Max Verstappen (Red Bull-Honda RBPT) :  42 tours (26-44 / 48-70).

## Classements généraux à l'issue de la course
| Pos. | Pilote           | Écurie                  | Points |
| ---- | ---------------- | ----------------------- | ------ |
| 1    | Max Verstappen   | Red Bull-Honda RBPT     | 194    |
| 2    | Charles Leclerc  | Ferrari                 | 138    |
| 3    | Lando Norris     | McLaren-Mercedes        | 131    |
| 4    | Carlos Sainz Jr. | Ferrari                 | 108    |
| 5    | Sergio Pérez     | Red Bull-Honda RBPT     | 107    |
| 6    | Oscar Piastri    | McLaren-Mercedes        | 81     |
| 7    | George Russell   | Mercedes                | 69     |
| 8    | Lewis Hamilton   | Mercedes                | 55     |
| 9    | Fernando Alonso  | Aston Martin-Mercedes   | 41     |
| 10   | Yuki Tsunoda     | Racing Bulls-Honda RBPT | 19     |
| 11   | Lance Stroll     | Aston Martin-Mercedes   | 17     |
| 12   | Daniel Ricciardo | Racing Bulls-Honda RBPT | 9      |
| 13   | Oliver Bearman   | Ferrari                 | 6      |
| 14   | Nico Hulkenberg  | Haas-Ferrari            | 6      |
| 15   | Pierre Gasly     | Alpine-Renault          | 3      |
| 16   | Alexander Albon  | Williams-Mercedes       | 2      |
| 17   | Esteban Ocon     | Alpine-Renault          | 2      |
| 18   | Kevin Magnussen  | Haas-Ferrari            | 1      |

| Pos. | Écurie                  | Points |
| ---- | ----------------------- | ------ |
| 1    | Red Bull-Honda RBPT     | 301    |
| 2    | Ferrari                 | 252    |
| 3    | McLaren-Mercedes        | 212    |
| 4    | Mercedes                | 124    |
| 5    | Aston Martin-Mercedes   | 58     |
| 6    | Racing Bulls-Honda RBPT | 28     |
| 7    | Haas-Ferrari            | 7      |
| 8    | Alpine-Renault          | 5      |
| 9    | Williams-Mercedes       | 2      |

## Statistiques
Le Grand Prix du Canada 2024 représente :
- la 2e pole position de George Russell[21] ;
- la 60e victoire de  Max Verstappen[22] ;
- la 119e victoire pour Red Bull en tant que constructeur[23].
- la 27e victoire de Honda RBPT en tant que motoriste[24] ;

Au cours de ce Grand Prix :
- Lando Norris est élu « pilote du jour » à l'issue d'un vote organisé sur le site officiel de la Formule 1[25] ;
- Pour la treizième année consécutive, Mercedes obtient au moins une pole position dans la saison[26] ;
- Fernando Alonso, en terminant dans les points, bat le record, précédemment détenu par Michael Schumacher, de l'écart le plus long entre les premiers et les derniers points inscrits par un pilote en Formule 1 ; il porte la nouvelle marque à 21 ans, 2 mois et 17 jours[27] ;
- Derek Warwick (146 départs en Grands Prix entre 1981 et 1993, quatre podiums, 71 points inscrits) est nommé conseiller par la FIA pour aider dans leurs jugements le groupe des commissaires de course[28].